# EMD GL8
 (juillet 2022).
Si vous disposez d'ouvrages ou d'articles de référence ou si vous connaissez des sites web de qualité traitant du thème abordé ici, merci de compléter l'article en donnant les références utiles à sa vérifiabilité et en les liant à la section « Notes et références ».

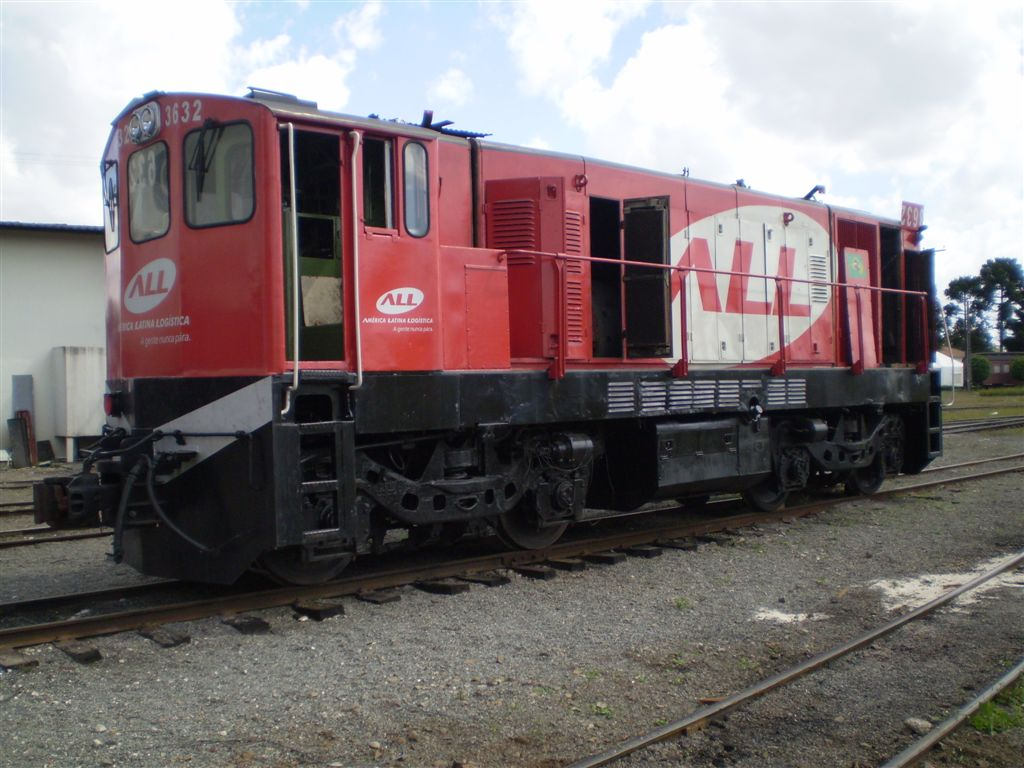
Modèle en service au Brésil.

La EMD GL8 est une locomotive Diesel produite par GM EMD de 1960 à 1965. Modèle produit pour l'export, ces locomotives ont été utilisées au Brésil, en Irlande, au Bangladesh, en Tunisie et à Taiwan.